# Times Square Hotel
El Times Square Hotel  es un hotel histórico ubicado en Nueva York, Nueva York. El Times Square Hotel se encuentra inscrito  en el Registro Nacional de Lugares Históricos desde el 4 de mayo de 1995. Gronenberg & Leuchtag fueron los arquitectos del Times Square Hotel.

## Ubicación
El Times Square Hotel se encuentra dentro del condado de Nueva York en las coordenadas 40°45′28″N 73°59′22″O / 40.757778, -73.989444.